# Aspach-le-Haut
Aspach-le-Haut (deutsch Oberaspach, elsässisch Eweràschbàch) ist eine ehemalige französische Gemeinde mit zuletzt 1509 Einwohnern (Stand 1. Januar 2013) im Département Haut-Rhin in der Region Grand Est. Sie gehörte zum Arrondissement Thann-Guebwiller, zum Kanton Cernay und war Mitglied des Gemeindeverbandes Thann-Cernay.
Mit Wirkung vom 1. Januar 2016 wurden die früheren Gemeinden Aspach-le-Haut und Michelbach zu einer Commune nouvelle mit dem Namen Aspach-Michelbach zusammengelegt.

## Geografie
Aspach-le-Haut liegt sechs Kilometer südöstlich von Thann am Fuß der Vogesen. Die ehemalige Gemeinde umfasste 8,68 km².

## Bevölkerungsentwicklung
| Jahr      | 1962 | 1968 | 1975 | 1982 | 1990 | 1999 | 2006 | 2012 | 2013 |
| --------- | ---- | ---- | ---- | ---- | ---- | ---- | ---- | ---- | ---- |
| Einwohner | 513  | 562  | 561  | 592  | 871  | 1123 | 1383 | 1472 | 1509 |

## Sehenswürdigkeiten
- Bartholomäuskirche (Église Saint-Barthélemy)

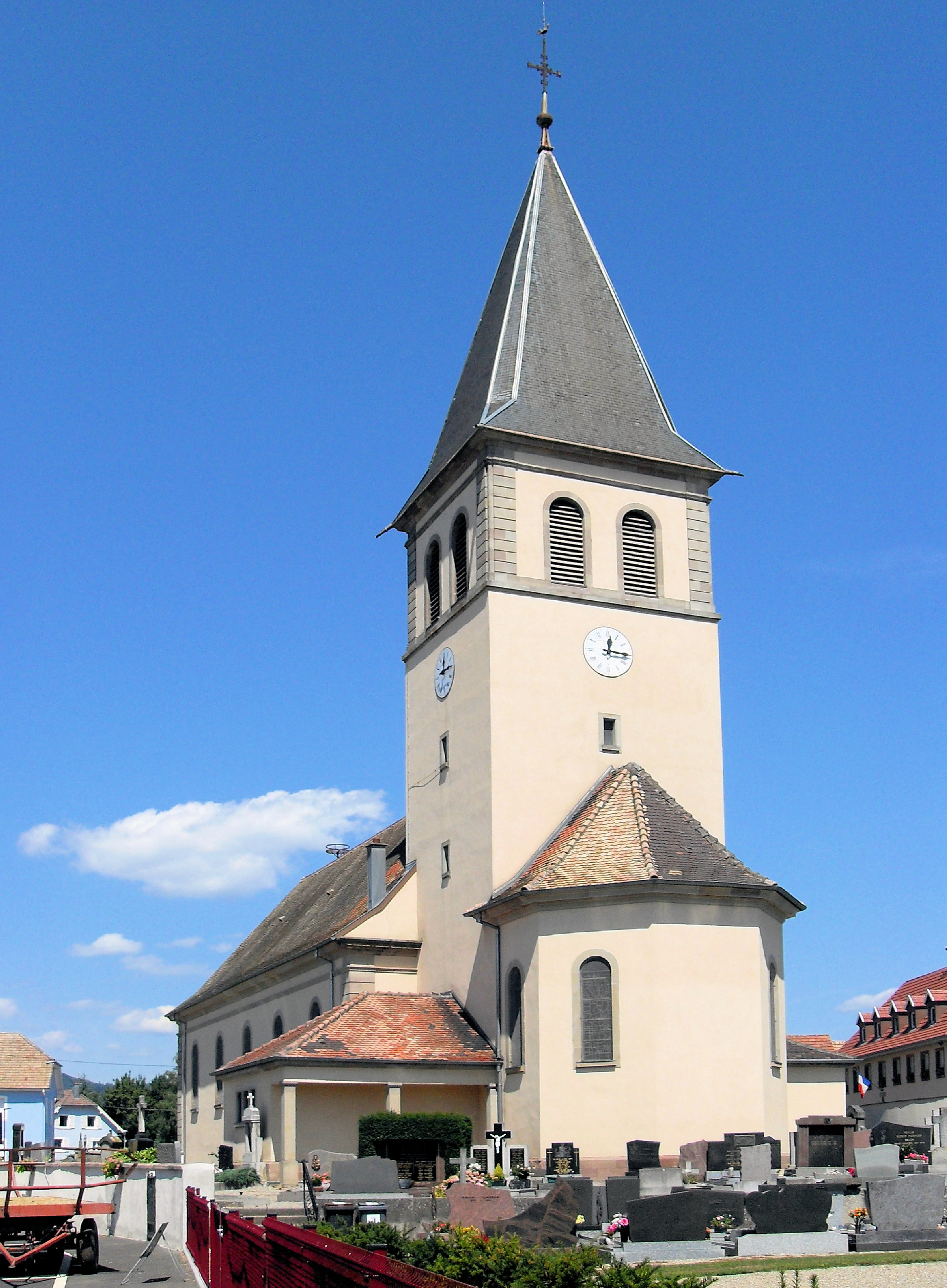
Südostseite der Kirche